# Pfänder

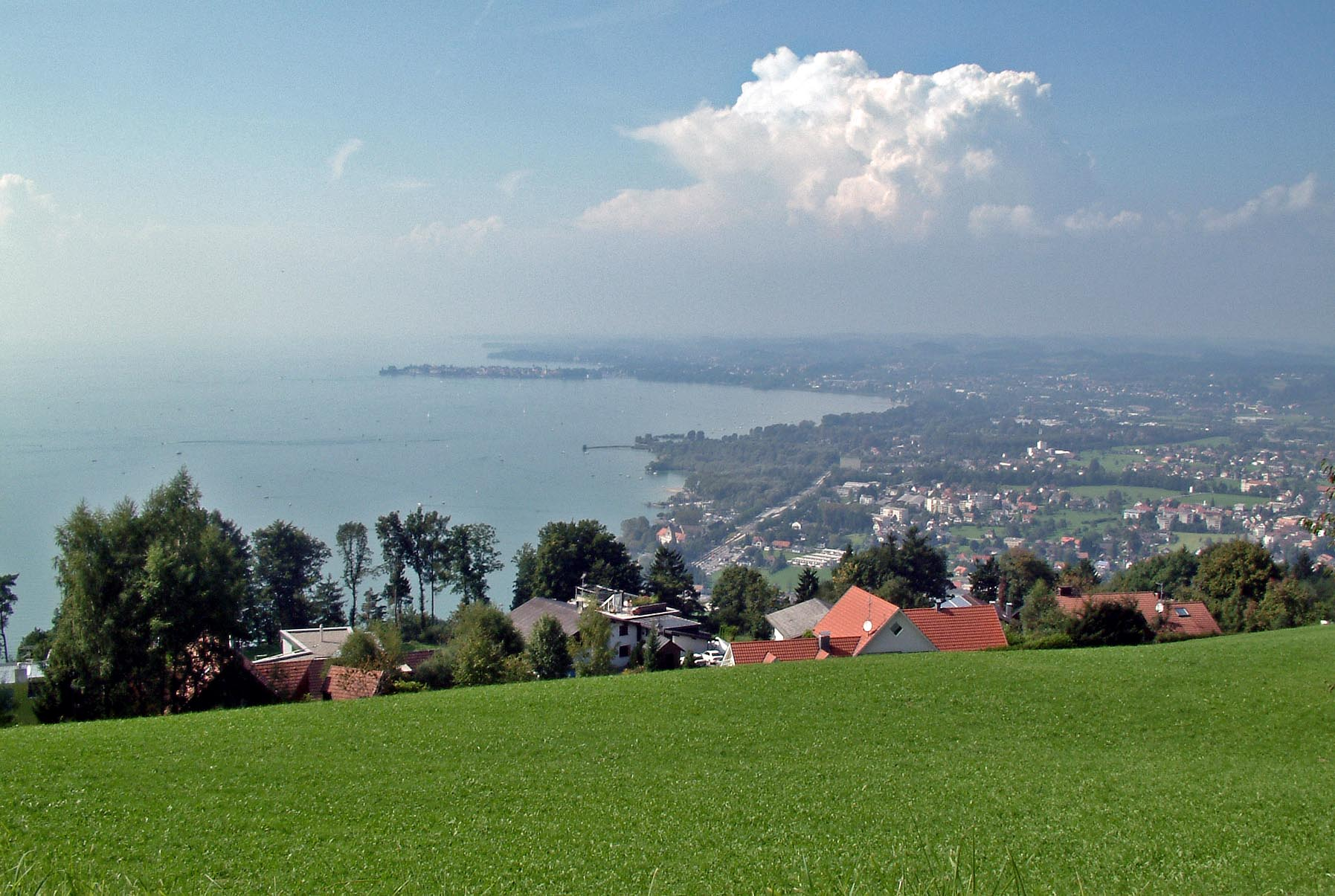
Widok z Pfänder

Pfänder – szczyt o wysokości 1064 metrów n.p.m. położony w Północnych Alpach Wapiennych (Nördliche Kalkalpen), w Vorarlberg, Austria w pobliżu Bregenz nad Jeziorem Bodeńskim. Wierzchołek góry jest atrakcją turystyczną ze względu na rozległy widok na jezioro i okolicę.